# Forlaget ABC
ABC er et dansk bogforlag der udgiver børne- og ungdomsbøger. Forlaget er beliggende i Helsingør. Der er grundlagt i 1998 af Flemming Møldrup efter han stoppede som redaktionschef hos forlaget Carlsen. Flemming Møldrup har også været leder af Gyldendals børnebogsafdeling i 7 år.
Navne som blandt andre: Ib Spang Olsen, Thomas Winding og Kim Fupz Aakeson har tidligere udgivet på ABC.

## Eksterne kilder
- Hjemmeside Arkiveret 30. september 2007 hos  Wayback Machine
- Det danske ISBN-kontor Arkiveret 5. september 2006 hos  Wayback Machine (pdf-fil til download)